# پینسره
پینسره (به انگلیسی: Painsra) یک شهرک در پاکستان است که در ناحیه فیصل آباد واقع شده‌است.